# Symbios Logic

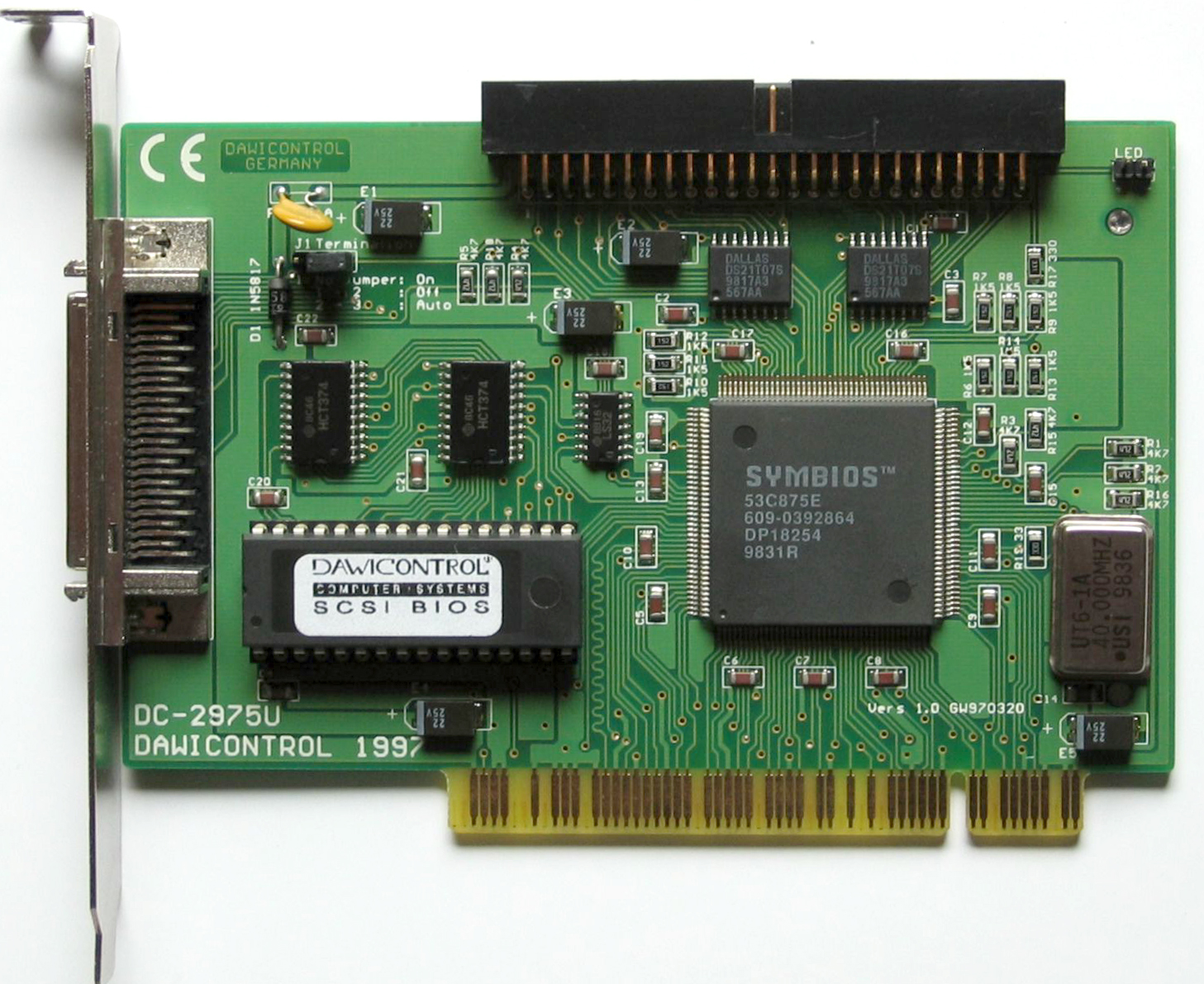
Адаптер шини SCSI з набором мікросхем Symbios

Symbios Logic була виробником чіпсетів хост-адаптерів SCSI та підсистем зберігання дискових масивів. 

## Історія
Компанія була заснована як підрозділ NCR Microelectronics корпорації NCR у 1972 році, до поглинання NCR корпорацією AT&T у 1991 році.
У 1995 році AT&T продала підрозділ компанії Hyundai Electronics (пізніше відомий як Hynix), який отримав назву Symbios Logic. У липні 1998 Hyundai продала Symbios (на той час зі штаб-квартирою у Форт-Коллінсі, Колорадо) LSI Logic за 760 мільйонів доларів. У листопаді 2000 року LSI придбала Syntax Systems, а в серпні 2001 року групи об'єдналися, щоб стати LSI Logic Storage Systems. У 2004 році її назву було змінено на Engenio Information Technologies, Inc. 19 лютого 2004 року дочірня компанія подала заявку на первинне розміщення акцій. У той час виконавчим директором Engenio був Томас Джордженс, а її штаб-квартира була в Мілпітасі, Каліфорнія. Після низки затримок запит було відкликано в серпні 2004 року.

9 березня 2011 року LSI оголосила про продаж своєї групи сховищ Engenio компанії NetApp за 480 мільйонів доларів. Продаж підрозділу Engenio, дохід від якого склав 705 мільйонів доларів у 2010 році, завершився у травні 2011 року.

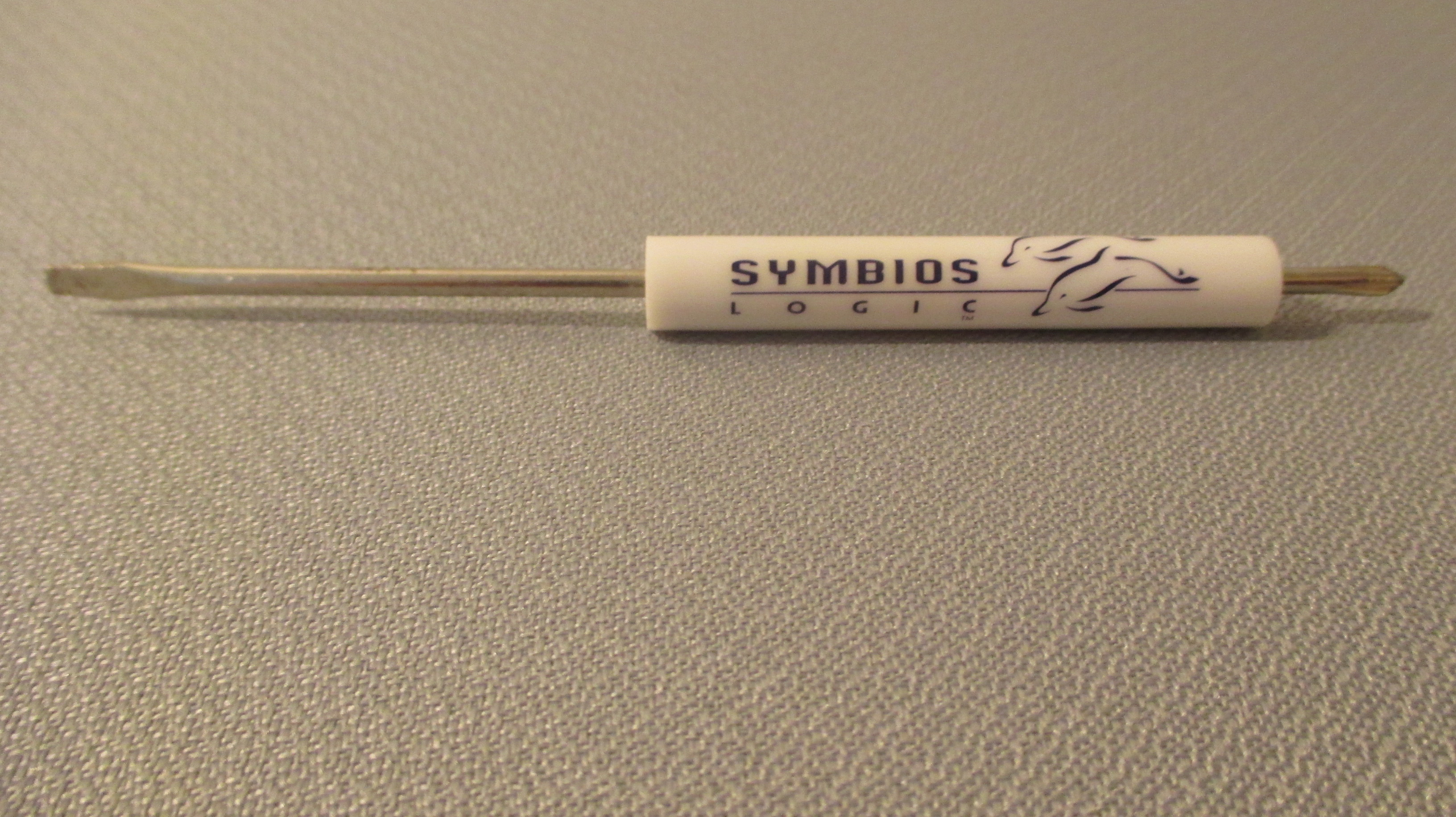
Маленька викрутка з логотипом Symbios Logic
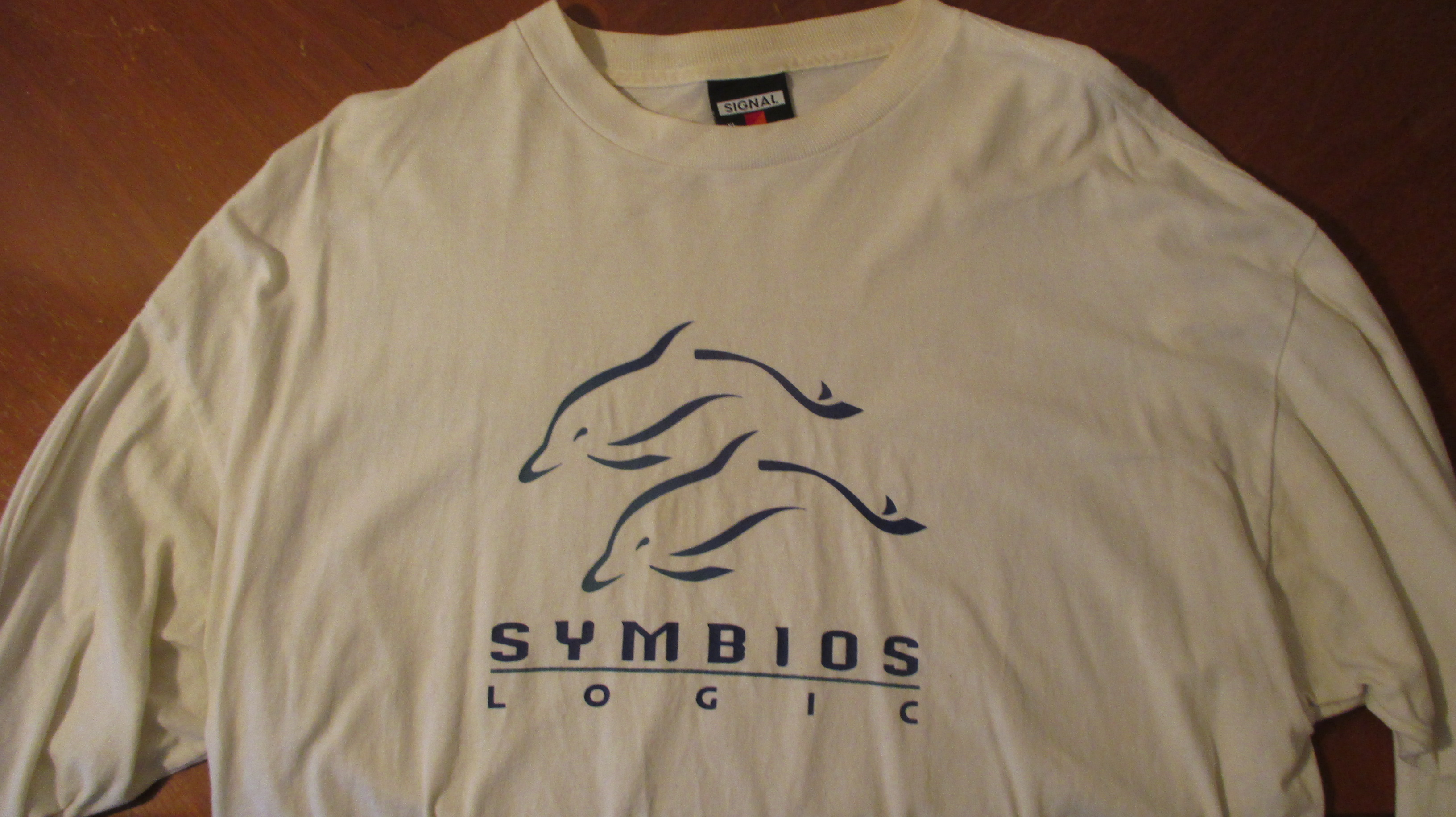
Футболка з логотипом Symbios Logic